# Plano (cartografía)

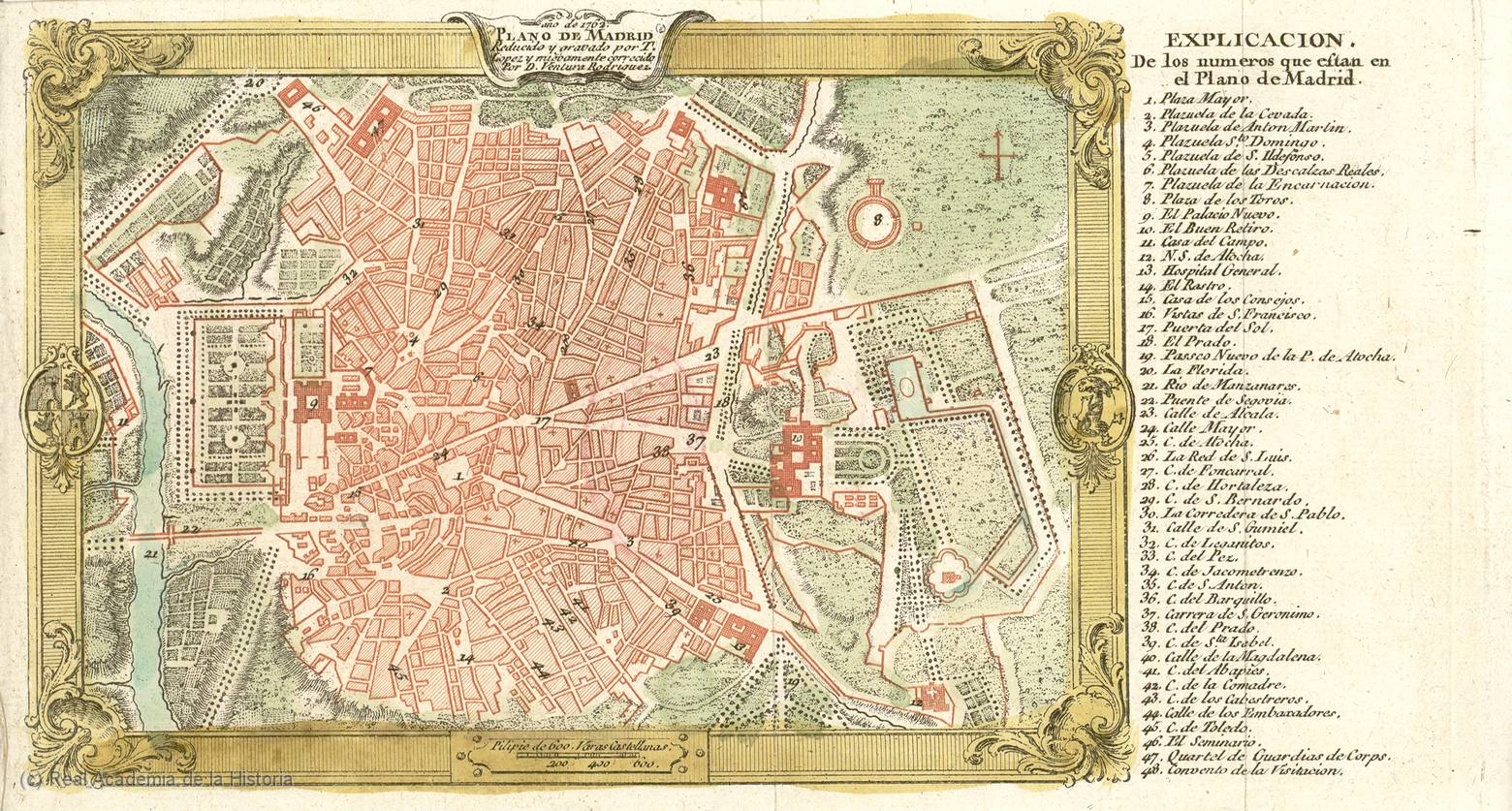
Plano de la ciudad de Madrid de 1762.

En cartografía, los planos son representaciones gráficas de pequeñas extensiones de un territorio, son mayores a las que se representan normalmente en planos arquitectónicos. Por ejemplo, un plano urbano es la representación de una ciudad.
El plano se diferencia del mapa en que para elaborarlo no es necesario realizar una proyección (el procedimiento matemático empleado para representar una superficie curva en una plana). En el caso de un plano, la curvatura de la superficie a representar, por su escasa extensión, es mínima o inapreciable, lo cual hace innecesaria la proyección, que sí sería pertinente para representar territorios más extensos. Permite observar las obras humanas y lugares determinados, pero está elaborado de acuerdo a la interpretación del dibujante.
Su escala (por ejemplo, 1:5000) suele ser por tanto mayor a la de los mapas (a partir, por ejemplo, de las hojas del Mapa Topográfico Nacional de España más divulgado por el Instituto Geográfico Nacional, que están a escala 1:50.000).